# Five Nations 1930
Die Ausgabe 1930 des jährlich stattfindenden Rugby-Union-Turniers Five Nations (seit 2000 Six Nations) fand vom 1. Januar bis zum 21. April statt. Turniersieger wurde England.

## Teilnehmer
| Land       | Stadion                            | Stadt             | Kapitän                                         |
| ---------- | ---------------------------------- | ----------------- | ----------------------------------------------- |
| England    | Twickenham Stadium                 | London            | Sam Tucker / Joe Periton                        |
| Frankreich | Stade Olympique Yves-du-Manoir     | Colombes          | Eugène Ribère                                   |
| Irland     | Lansdowne Road / Ravenhill Stadium | Dublin / Belfast  | George Stephenson                               |
| Schottland | Murrayfield Stadium                | Edinburgh         | Phil Macpherson                                 |
| Wales      | Cardiff Arms Park / St Helen’s     | Cardiff / Swansea | Harry Bowcott / Ivor Jones / Guy Stewart-Morgan |

## Tabelle
|    | Land       | Spiele | Siege | Unent. | Ndlg. | Spiel- punkte | Diff. | Tabellen- punkte |
| -- | ---------- | ------ | ----- | ------ | ----- | ------------- | ----- | ---------------- |
| 1. | England    | 4      | 2     | 1      | 1     | 25:12         | + 13  | 5                |
| 2. | Wales      | 4      | 2     | 0      | 2     | 35:30         | + 5   | 4                |
| 2. | Irland     | 4      | 2     | 0      | 2     | 25:31         | − 6   | 4                |
| 2. | Frankreich | 4      | 2     | 0      | 2     | 17:25         | − 8   | 4                |
| 5. | Schottland | 4      | 1     | 1      | 2     | 26:30         | − 4   | 3                |

## Ergebnisse
| 1. Januar 1930 | Frankreich                            | 7 : 3         | Schottland        | Stade Olympique Yves-du-Manoir, Colombes Zuschauer: 45.000 Schiedsrichter: David Helliwell (England) |
| 1. Januar 1930 | Versuche: Bioussa Dropgoals: Magnanou | (3:3) Bericht | Versuche: Simmers | Stade Olympique Yves-du-Manoir, Colombes Zuschauer: 45.000 Schiedsrichter: David Helliwell (England) |

| 18. Januar 1930 | Wales                  | 3 : 11        | England                                                  | Cardiff Arms Park, Cardiff Schiedsrichter: Rupert Jeffares jr. (Irland) |
| 18. Januar 1930 | Versuche: Jones-Davies | (0:3) Bericht | Versuche: Reeve (2) Erhöhungen: Black Straftritte: Black | Cardiff Arms Park, Cardiff Schiedsrichter: Rupert Jeffares jr. (Irland) |

| 25. Januar 1930 | Irland | 0 : 5   | Frankreich                           | Ravenhill Stadium, Belfast Zuschauer: 25.000 Schiedsrichter: Barry Cumberlege (England) |
| 25. Januar 1930 |        | Bericht | Versuche: Samatan Erhöhungen: Ambert | Ravenhill Stadium, Belfast Zuschauer: 25.000 Schiedsrichter: Barry Cumberlege (England) |

| 1. Februar 1930 | Schottland                                                  | 12 : 9        | Wales                                                       | Murrayfield Stadium, Edinburgh Zuschauer: 60.000 Schiedsrichter: James Wheeler (Irland) |
| 1. Februar 1930 | Versuche: Simmers (2) Erhöhungen: Waters Dropgoals: Waddell | (8:9) Bericht | Versuche: C. Jones Erhöhungen: I. Jones Dropgoals: C. Jones | Murrayfield Stadium, Edinburgh Zuschauer: 60.000 Schiedsrichter: James Wheeler (Irland) |

| 8. Februar 1930 | Irland            | 4 : 3         | England         | Lansdowne Road, Dublin Schiedsrichter: Albert Freethy (England) |
| 8. Februar 1930 | Dropgoals: Murray | (0:3) Bericht | Versuche: Novis | Lansdowne Road, Dublin Schiedsrichter: Albert Freethy (England) |

| 22. Februar 1930 | England                                          | 11 : 5        | Frankreich                         | Twickenham Stadium, London Zuschauer: 70.000 Schiedsrichter: Albert Freethy (England) |
| 22. Februar 1930 | Versuche: Periton Reeve Robson Erhöhungen: Black | (6:5) Bericht | Versuche: Serin Erhöhungen: Ambert | Twickenham Stadium, London Zuschauer: 70.000 Schiedsrichter: Albert Freethy (England) |

| 22. Februar 1930 | Schottland                                          | 11 : 14        | Irland                                      | Murrayfield Stadium, Edinburgh Schiedsrichter: Barry Cumberlege (England) |
| 22. Februar 1930 | Versuche: Ford Macpherson Waters Erhöhungen: Waters | (3:11) Bericht | Versuche: Crowe Davy (3) Erhöhungen: Murray | Murrayfield Stadium, Edinburgh Schiedsrichter: Barry Cumberlege (England) |

| 8. März 1930 | Wales                                                   | 12 : 7        | Irland                              | St Helen’s, Swansea Zuschauer: 50.000 Schiedsrichter: David Helliwell (England) |
| 8. März 1930 | Versuche: Arthur Jones Peacock Skym Erhöhungen: Bassett | (6:7) Bericht | Straftritte: Murray Dropgoals: Davy | St Helen’s, Swansea Zuschauer: 50.000 Schiedsrichter: David Helliwell (England) |

| 15. März 1930 | England | 0 : 0 | Schottland | Twickenham Stadium, London Schiedsrichter: Rupert Jeffares jr. (Irland) |
| 15. März 1930 | Bericht |       |            | Twickenham Stadium, London Schiedsrichter: Rupert Jeffares jr. (Irland) |

| 21. März 1930 | Frankreich | 0 : 11        | Wales                                           | Stade Olympique Yves-du-Manoir, Colombes Zuschauer: 50.000 Schiedsrichter: David Helliwell (England) |
| 21. März 1930 |            | (0:3) Bericht | Versuche: Skym Dropgoals: Powell Stewart-Morgan | Stade Olympique Yves-du-Manoir, Colombes Zuschauer: 50.000 Schiedsrichter: David Helliwell (England) |